# Masten Gregory
Pour les articles homonymes, voir Gregory.
Masten Gregory est un pilote automobile américain né le 29 février 1932 à Kansas City (Missouri) et mort le 8 novembre 1985 à Porto Ercole (Italie). Auteur d'une belle carrière en Sport  mais aussi de quelques coups d'éclat en Formule 1, il reste également dans les mémoires pour avoir à de multiples reprises sauté de sa voiture en marche.

## Biographie
Masten Gregory commence sa carrière en 1952 dans une épreuve de voitures de sport aux États-Unis. D'emblée il se distingue par son allure atypique (une allure d'étudiant et d'épaisses lunettes de vue) mais aussi par son coup de volant. Rapidement, la réputation de Gregory franchit l'Atlantique et il est invité à disputer des épreuves en Europe. Après sa victoire aux 1 000 kilomètres de Buenos Aires 1957, la Scuderia Centro Sud lui confie une Maserati privée à l'occasion du Grand Prix de Formule 1 de Monaco. Pour son premier GP, Gregory fait sensation en décrochant la troisième place et en devenant le premier pilote américain (hors Indianapolis 500) à monter sur un podium. Malgré sa participation à un nombre limité d'épreuves, il termine la saison à une remarquable sixième place au classement général. Contacté pour devenir pilote officiel de la Scuderia Ferrari en Formule 1 (sans recevoir l'assurance d'un programme complet), Gregory décline l'offre afin de conserver la possibilité de disputer en parallèle de la Formule 1 des épreuves en sport. 
En 1958, toujours sur une Maserati privée, il participe à quelques courses de Formule 1 mais sa saison est en grande partie gâchée par un grave accident lors d'une épreuve Sport à Silverstone. Victime d'une rupture mécanique et sentant le crash inévitable, Gregory avait préféré sauter de sa voiture en marche. Cette solution pour le moins radicale et spectaculaire ne tardera pas à devenir la marque de fabrique du pilote américain. En 1959, intégré à l'équipe officielle Cooper avec Jack Brabham et Bruce McLaren, il décroche deux nouveaux podiums mais est à nouveau victime de graves blessures à la suite de l'un de ses fameux sauts. 
Non retenu par Cooper pour la saison suivante, Gregory doit se contenter tout au long des années à venir de volants au sein d'équipes privées, ce qui l'incite à réorienter sa carrière vers les épreuves Sport. Il atteint la consécration lors de l'édition 1965 des 24 heures du Mans. Associé au grand espoir autrichien Jochen Rindt, Gregory dispute la classique mancelle au volant d'une Ferrari 275 du NART de Luigi Chinetti. Retardés par de gros ennuis mécaniques en début de course, Gregory et Rindt pensent avoir tout perdu mais décident de jouer le tout pour le tout en abandonnant la retenue nécessaire à une épreuve d'endurance. À coup de records du tour, ils remontent vers la tête de course et finissent par s'imposer. Quelques semaines après sa victoire au Mans, Gregory dispute son dernier Grand Prix de Formule 1 et, à 34 ans, commence à réduire son activité. Il met un terme définitif à sa carrière à la suite de la mort accidentelle de son ami Joakim Bonnier en 1972.
Reconverti en tant que diamantaire à Amsterdam, il est victime d'une crise cardiaque au cours de vacances en Italie le 8 novembre 1985.

## Résultats en championnat du monde de Formule 1
| Saison | Écurie                                                    | Châssis                             | Moteur                         | Pneus   | GP disputés | Points inscrits | Classement |
| ------ | --------------------------------------------------------- | ----------------------------------- | ------------------------------ | ------- | ----------- | --------------- | ---------- |
| 1957   | Scuderia Centro Sud                                       | Maserati 250F                       | Maserati l6                    | Pirelli | 4           | 10              | 6e         |
| 1958   | Scuderia Centro Sud Owen Racing Organisation Temple Buell | Maserati 250F BRM P25 Maserati 250F | Maserati l6 BRM l4 Maserati l6 | Dunlop  | 4           | 0               | Nc.        |
| 1959   | Cooper Car Company                                        | Cooper T51                          | Climax l4                      | Dunlop  | 6           | 10              | 8e         |
| 1960   | Camoradi International Scuderia Centro Sud                | Porsche Behra Cooper T51            | Porsche Flat-4 Maserati l4     | Dunlop  | 4           | 0               | Nc.        |
| 1961   | Camoradi International UDT-Laystall Racing Team           | Cooper T53 Lotus 18/21              | Climax l4 Climax l4            | Dunlop  | 5           | 0               | Nc.        |
| 1962   | UDT-Laystall Racing Team                                  | Lotus 18/21 Lotus 24                | Climax l4 BRM V8               | Dunlop  | 6           | 1               | 18e        |
| 1963   | Reg Parnell Racing                                        | Lotus 24 Lola Mk4A                  | BRM V8 Climax V8               | Dunlop  | 5           | 0               | Nc.        |
| 1965   | Scuderia Centro Sud                                       | BRM P57                             | BRM V8                         | Dunlop  | 4           | 0               | Nc.        |

## Résultats aux 24 Heures du Mans
| Année | Équipe                            | Voiture                   | Équipier           | Résultat  |
| ----- | --------------------------------- | ------------------------- | ------------------ | --------- |
| 1955  | Mike Sparken                      | Ferrari 750 Monza         | Mike Sparken       | Abandon   |
| 1957  | J. D. Hamilton                    | Jaguar D-Type             | Duncan Hamilton    | 6e        |
| 1958  | Ecurie Ecosse                     | Jaguar D-Type             | Jack Fairman       | Abandon   |
| 1959  | Ecurie Ecosse                     | Jaguar D-Type             | Innes Ireland      | Abandon   |
| 1960  | Camoradi USA                      | Maserati Birdcage Tipo 61 | Chuck Daigh        | Abandon   |
| 1961  | Porsche System Engineering        | Porsche 718/4 RS Spyder   | Bob Holbert        | 5e        |
| 1962  | UDT / Laystall Racing Team        | Ferrari 250 GTO           | Innes Ireland      | Abandon   |
| 1963  | North American Racing Team (NART) | Ferrari 250 GTO LMB       | David Piper        | 6e        |
| 1964  | Ford Motor Company                | Ford GT40 Mk.I            | Richie Ginther     | Abandon   |
| 1965  | North American Racing Team (NART) | Ferrari 250 LM            | Jochen Rindt       | Vainqueur |
| 1966  | North American Racing Team (NART) | Ferrari 365 P2            | Bob Bondurant      | Abandon   |
| 1968  | North American Racing Team (NART) | Ferrari 250 LM            | Charlie Kolb       | Abandon   |
| 1969  | Scuderia Filipinetti              | Lola T70 MkIIIB           | Joakim Bonnier     | Abandon   |
| 1970  | Autodelta SpA                     | Alfa Romeo T33/3          | Toine Hezemans     | Abandon   |
| 1971  | North American Racing Team (NART) | Ferrari 512 S Spyder      | George Eaton       | Abandon   |
| 1972  | North American Racing Team (NART) | Ferrari 365 GTB/4         | Luigi Chinetti Jr. | Abandon   |

## Victoires Sport
- SCCA National:
  - 1953 (en): Golden Gate, Offutt, Thompson;
  - 1956: 1 Heure de Thompson;
- Aintree International 1954 (Ferrari 375 MM);
- Trophée de Nassau 1954 (Ferrari 375 MM);
- Monsanto 1955 (Ferrari 750 Monza);
- 7e 1 Heure de Torrey Pines Race 1956 (Maserati 300S);
- 1 000 kilomètres de Buenos Aires 1957;
- Nassau Tourist Trophy 1957 (Maserati 450S);
- Daily Express de  Silverstone 1958 (Lister);
- Grand Prix de Spa 1958 (Lister);
- 1 000 kilomètres du Nürburgring 1961 (Maserati Tipo 61, avec Casner);
- Player's 200 Mosport 1962 (Lotus 19);
- Grand Prix du Canada de Mosport 1962 (Lotus 19);
- Grand Prix de Finlande 1969 (Porsche 910);
  - 2e des 1 000 kilomètres de Monza 1966 (Ford GT40, avec Whitmore).